# Komokiida
Komokiida es un orden de protozoos, cuyas relaciones filogenéticas y posición taxonómica están todavía por precisar. En general se consideran foraminíferos bentónicos aglutinados de la clase Monothalamea o subclase Monothalamia. Su rango cronoestratigráfico abarca desde el Cámbrico hasta la Actualidad.

## Discusión
Los komokíidos han sido tradicionalmente incluidos en el suborden Textulariina del orden Textulariida. Estudios de filogenia molecular indicaron que son un grupo relacionado con la superfamilia Astrorhizoidea, por lo que sus taxones fueron incluidos en el suborden Astrorhizina del orden Astrorhizida. Sin embargo, otros estudios genéticos sugieren que este grupo no está relacionado con Textulariida ni con Astrorhizida, e incluso se plantean dudas acerca de si son verdaderamente foraminíferos. Por esta razón, se han incluido provisionalmente en el orden Komokiida de la subclase Monothalamia y/o clase Monothalamea, junto con el orden Astrorhizida y el orden Allogromiida.

## Clasificación
Komokiida incluye a las siguientes superfamilias y familias:
- Superfamilia Komokioidea
  - Familia Komokiidae
  - Familia Baculellidae
  - Familia Normaninidae
  - Familia Rhizamminidae